# Liu En-hung
Liu En-hung (chinesisch 劉恩宏; * 16. März 1966) ist ein taiwanischer Badmintonspieler. 

## Karriere
Liu En-Hung nahm 1996 im Herreneinzel an Olympia teil. Er kämpfte sich dabei bis in die dritte Runde vor und wurde somit 9. in der Endabrechnung. Bei den Japan Open 1998 belegte er Rang 5.

## Sportliche Erfolge
| Saison | Veranstaltung                      | Disziplin    | Platz | Name        |
| ------ | ---------------------------------- | ------------ | ----- | ----------- |
| 1996   | Olympia                            | Herreneinzel | 9     | Liu En-hung |
| 1998   | Japan Open                         | Herreneinzel | 5     | Liu En-hung |
| 1998   | Taiwanische Badmintonmeisterschaft | Herreneinzel | 1     | Liu En-hung |